# Gonerilia seraphim
Gonerilia seraphim är en fjärilsart som beskrevs av Charles Oberthür 1886. Gonerilia seraphim ingår i släktet Gonerilia och familjen juvelvingar. Inga underarter finns listade i Catalogue of Life.